# Fatoumata Diop
Fatoumata Diop (sinh 10 tháng 8 năm 1986) là một  vận động viên chạy nước rút người Sénégal chuyên 200 và 400 mét.
Thành tích tốt nhất của cô ấy là 24,05 giây trong 200 mét (+0,1   m / s, Brazzaville 2015) và 52,79 giây trong 400 mét (Brazzaville 2015).

## Thành tích giải đấu
| Năm                  | Giải đấu                     | Địa điểm                           | Thứ hạng             | Nội dung             | Chú thích            |
| Representing Sénégal | Representing Sénégal         | Representing Sénégal               | Representing Sénégal | Representing Sénégal | Representing Sénégal |
| -------------------- | ---------------------------- | ---------------------------------- | -------------------- | -------------------- | -------------------- |
| 2005                 | African Junior Championships | Radès, Tunisia                     | 7th                  | 200 m                | 25.86                |
| 2005                 | African Junior Championships | Radès, Tunisia                     | 3rd                  | 4 × 400 m relay      | 3:48.85              |
| 2011                 | Universiade                  | Shenzhen, China                    | 43rd (h)             | 200 m                | 25.42                |
| 2011                 | Universiade                  | Shenzhen, China                    | 26th (h)             | 400 m                | 56.65                |
| 2011                 | Universiade                  | Shenzhen, China                    | 7th                  | 4 × 400 m relay      | 3:43.15              |
| 2013                 | Universiade                  | Kazan, Russia                      | 18th (sf)            | 200 m                | 24.24                |
| 2013                 | Universiade                  | Kazan, Russia                      | 15th (sf)            | 400 m                | 55.19                |
| 2013                 | Jeux de la Francophonie      | Nice, France                       | 6th                  | 200 m                | 25.09                |
| 2013                 | Jeux de la Francophonie      | Nice, France                       | 10th (h)             | 400 m                | 55.04                |
| 2014                 | African Championships        | Marrakech, Morocco                 | 10th (h)             | 400 m                | 53.95                |
| 2014                 | African Championships        | Marrakech, Morocco                 | –                    | 4 × 100 m relay      | DNF                  |
| 2015                 | African Games                | Brazzaville, Republic of the Congo | 15th (sf)            | 200 m                | 24.18                |
| 2015                 | African Games                | Brazzaville, Republic of the Congo | 10th (sf)            | 400 m                | 52.79                |
| 2016                 | African Championships        | Durban, South Africa               | 10th (sf)            | 400 m                | 53.31                |